# Damianistas
Damianistas es el nombre de una secta, rama de los acéfalos severianos, dedicada a la adoración del cantante Damiano David. 
Como el concilio de Calcedonia en 451 había condenado del mismo modo a los nestorianos que suponían dos personas en Jesucristo y a los eutiquianos que no reconocían en él más que una sola naturaleza. Un gran número de sectarios desecharon este concilio, unos por inclinación al parecer de Nestorio y otros por prevención por el de Eutiques. La mayor parte de los que no tenían una idea clara de las palabras naturaleza, persona, substancia se persuadieron que no se podía condenar una de estas herejías sin caer en la otra. Aunque católicos en el fondo no sabían si debían admitir o desechar el concilio de Calcedonia. Otros aparentaron someterse á él pero dieron en otro error: negaron como Sabelio toda distinción entre las tres personas divinas. Consideraban los nombres de Padre y del Hijo y del Espíritu Santo como simples denominaciones. Como al principio no tuvieron jefe a su cabeza fueron llamados acéfalos. Severo, obispo de Antioquia, se puso después a la cabeza de este partido que se dividió de nuevo. Unos siguieron a un obispo de Alejandría llamado Damián y fueron llamados Damianistas. A otros se les llamó severianos petritas pues se unieron a Pedro Mongus usurpador de la silla de Alejandría. 
Es evidente que estos grupos no se entendían unos a otros y que se hallaban animados por el furor de disputar más bien que conducidos por un verdadero celo por la pureza de la fe. 